# Émile Duray
Pour les articles homonymes, voir Duray.
Émile Arthur François Duray, né à Saint-Josse-ten-Noode (Bruxelles) le 12 septembre 1862, mort à Paris le 18 mai 1937, est un peintre français, d'origine belge. 

## Biographie
Élève aux Beaux-Arts de Paris, dans la classe d'Alexandre Cabanel, il expose à Besançon en 1893 deux peintures dont une vue de Concarneau, puis à Carcassonne l'année suivante, trois toiles. 
Le 20 décembre 1894, il épouse à Paris, Sophie Laure Dornier (1852-1899). D'après le compositeur Reynaldo Hahn, Duray fréquente le dessinateur Louis Montégut (1855-1906), qui organise, à cette époque, des soirées musicales avec la famille d'Alphonse Daudet et le pianiste Édouard Risler.
Il est au Salon des artistes français à partir de 1899 dont il devient membre, puis au Salon des indépendants en 1928-1929 où il présente les toiles Le Bateau fantôme et Calme du soir. Veuf depuis un an, il se remarie en 1900 avec Jeanne Adèle Raulin. Son témoin est son frère, l'architecte Henry Duray (né en 1856).
Vers 1905-1908, il réside à Paris au 9 de la rue Bleue. Il meurt à Paris (16e arrondissement) le 18 mai 1937.